# Amenity
Nel campo dell'acquisto di proprietà immobiliari (real estate) o del pernottamento residenziale in albergo (Lodging), il termine inglese amenity indica tutti i benefici materiali o anche intangibili di una proprietà, particolarmente quelli che ne aumentano l'attrattività o il valore economico o che contribuiscono a dare comodità  o maggior convenienza all'alloggio.
 Le amenities  potrebbero, per esempio, consistere in stanze per gli ospiti confortevoli in hotel, oppure in stanze per pranzare, parchi, piscine, accessi a zone mediche, stanze per feste, stanze multimediali o anche teatri, percorsi per biciclette, ritrovi per comunità, servizi in genere,  garage. Le amenities intangibili potrebbero comprendere le viste spettacolari, attività specifiche vicine,  buone scuole nei dintorni (nel caso di immobile residenziale), o un tasso di criminalità basso.
Esse comunque acquisiscono un certo rilievo nel campo del condominio (condominium)  di common law perché contribuiscono a definire o meno l'esclusività di un immobile.